# Port de Shenzhen
Le port de Shenzhen (en chinois : 深圳港 ; pinyin : Shēnzhèn Gǎng ; Wade : SāmJan Góng) est l'un des ports les plus achalandés et qui connaît la croissance la plus rapide en Chine continentale du sud. Situé dans la région sud du delta de la rivière des Perles, dans la province du Guangdong, il est l'arrière-pays économique pour l’activité commerciale de Hong Kong avec la Chine continentale, et aussi l'un des grands ports en termes de commerce international de la Chine.
Le port accueille 39 compagnies maritimes, gérant 131 lignes de conteneurs internationaux, pour 560 escales mensuelles de navires, et 21 lignes de transfert vers d'autres ports du delta de la rivière des Perles.

## Localisation
Le port de Shenzhen s'étend sur plusieurs sites au long des 260 km de côtes de la ville de Shenzhen. Il est séparé par la péninsule de Kowloon en deux zones, le port de l'Est et le port de l'Ouest.
La partie ouest se situe à l'est de Lingdingyang, dans l'estuaire de la rivière des Perles, et se compose d'un port en eau profonde avec des abris naturels, à environ 37 km de Hong Kong au sud, et à 111 km de Guangzhou au nord.
La zone est se situe au nord de la baie de Dapeng, avec un port est large et calme, peut-être le meilleur port naturel de Chine du Sud .

## Infrastructure
Le port de Shenzhen bénéficie d’équipements dans les zones suivantes : Da Chan Bay, Shekou, Chiwan, Mawan, Yantian, Dongjiaotou, Fuyong, Xiadong, Shayuchong et Neihe.
Il dispose d’un total de 140 postes, ou emplacements, se répartissant ainsi :
- 51 postes d'amarrage pour les bateaux de 10 000 tonnes et au-dessus,
- 90 postes opérationnels, dont 
  - 43 sont de 10 000 DWT, ou plus,
  - 18 postes à conteneurs,
  - 9 postes destinataire, dont 3 de 10 000 DWT ou plus,
  - 18 postes à quai de ferry (traversier de passagers),
  - 23 postes de non production
  - (SZP)[3].

## Aménagements à court et moyen terme
Après les travaux de rénovation du port Huanggang, celui de Wenjindu va également être rénové et élargi.
Les travaux du port de Wenjindu, commencés fin 2008, doivent permettre une capacité de dédouanement de 3 000 véhicules et 30 000 passagers par jour, contre 1 100 et 9 000 en 2007.
Une meilleure intégration à la structure portuaire de Hong Kong passe par la construction de six autres ports, reliant Shenzhen et Hong Kong par voie terrestre, maritime et ferroviaire :
- Liantang Port, port de Liantang,
- Longhua Railway Port, port ferroviaire de Longhua,
- Fujian Guangzhou-Shenzhen-Hong Kong Passengers Port, port passagers du Fujian,
- Dachan Gulf Harbor Port, port de Dachan,
- Nan'ao Tourism Port, port de tourisme de Nan'ao,
- Shenzhen Airport-Hong Kong Airport Undersea Tunnel Port, port du tunnel sous-marin entre les aéroports de Shenzhen et de Hong Kong.

Shenzhen souhaite mettre en place 20 ports, aménagés et créés, pour améliorer les flux de marchandises et de populations avec Hong Kong.